# Азиатско-Тихоокеанская группа по борьбе с отмыванием денег
Азиатско-Тихоокеанская группа по борьбе с отмыванием денег (АТГ) — является одной из восьми региональных групп по типу ФАТФ и представляет собой независимый региональный орган, самостоятельно определяющий политику и практику борьбы с отмыванием денег и финансированием терроризма, используя при этом в качестве основного руководства 40+9 Рекомендаций ФАТФ.

## История
Азиатско-Тихоокеанская группа по борьбе с отмыванием денег (АТГ) создана в феврале 1997 года на четвертом Азиатско-Тихоокеанском симпозиуме по вопросам борьбы с отмыванием денег в Бангкоке.

## Деятельность
Рабочий мандат АТГ определен "Вопросами компетенции группы", которые регулярно пересматриваются.
В соответствии с "Вопросами компетенции" АТГ каждые три года разрабатывает "Стратегический план", который согласовывается со всеми странами-членами. В "Стратегическом плане" изложены миссия и цели АТГ на ближайшие три года.
Ежегодно группой разрабатывается бизнес-план, в котором детально изложена рабочая программа АТГ. Бизнес-план согласовывается со всеми странами-участниками группы. Все решения группы принимаются на пленарных заседаниях АТГ, которые проводятся по крайней мере раз в год.
Административно-техническое обеспечение работы группы осуществляет Секретариат АТГ, который также оказывает помощь странам-членам и другим странам в реализации международных стандартов по борьбе с отмыванием денег.
Ежегодно АТГ проводит семинары по типологиям, в рамках которых исследуются методы и тенденции отмывания денег и финансирования терроризма. Для обеспечения работы и рассмотрения различных вопросов деятельности АТГ могут быть сформированы рабочие группы и специальные комитеты.
АТГ имеет статус ассоциированного члена ФАТФ.

## Члены и наблюдатели
Члены АТГ
- Австралия
- Афганистан
- Бангладеш
- Бруней
- Бутан
- Вануату
- Восточный Тимор
- Вьетнам
- Гонконг
- Индия
- Индонезия
- Камбоджа
- Канада
- Китай
- Лаос
- Макао
- Малайзия
- Мальдивы
- Маршалловы Острова
- Монголия
- Мьянма
- Науру
- Непал
- Ниуэ
- Новая Зеландия
- Острова Кука
- Фиджи
- Пакистан
- Палау
- Папуа — Новая Гвинея
- Республика Корея
- Самоа
- Сингапур
- США
- Соломоновы Острова
- Таиланд
- Китайская Республика
- Тонга
- Филиппины
- Шри-Ланка
- Япония

Страны-наблюдатели АТГ
- Федеративные Штаты Микронезии
- Германия
- Великобритания
- Франция

Организации-наблюдатели АТГ
- Антикоррупционная инициатива АБР/ОЭСР в Азиатско-Тихоокеанском регионе
- Азиатский банк развития (АБР)
- Всемирная таможенная организация
- Всемирный банк
- ГАФИСУД
- Группа подразделений финансовой разведки «Эгмонт»
- Интерпол
- КФАТФ
- МАНИВЭЛ
- Международный валютный фонд
- МЕНАФАТФ
- Офшорная группа банковского надзора
- Секретариат Азиатско-Тихоокеанского экономического сотрудничества (АТЭС)
- Секретариат Ассоциации стран Юго-Восточной Азии (АСЕАН)
- Секретариат Содружества
- Секретариат Форума тихоокеанских островов
- Таможенная организация Океании
- Тихоокеанский центр финансовой и технической помощи
- Управление ООН по наркотикам и преступности
- ФАТФ
- ЕАГ
- ГИАБА
- ЕСААМЛГ